# Dayton (Oregon)
Dayton is een plaats (city) in de Amerikaanse staat Oregon, en valt bestuurlijk gezien onder Yamhill County.

## Demografie
Bij de volkstelling in 2000 werd het aantal inwoners vastgesteld op 2119. In 2006 is het aantal inwoners door het United States Census Bureau geschat op 2247, een stijging van 128 (6,0%).

## Geografie
Volgens het United States Census Bureau beslaat de plaats een oppervlakte van 1,9 km², geheel bestaande uit land. Dayton ligt op ongeveer 48 m boven zeeniveau.

## Plaatsen in de nabije omgeving
De onderstaande figuur toont nabijgelegen plaatsen in een straal van 12 km rond Dayton.